# Rhodostrophia obsoleta
Rhodostrophia obsoleta är en fjärilsart som beskrevs av Barend J. Lempke 1949. Rhodostrophia obsoleta ingår i släktet Rhodostrophia och familjen mätare. Inga underarter finns listade.